# Dolichopus rufitinctus
Dolichopus rufitinctus är en tvåvingeart som beskrevs av Becker 1917. Dolichopus rufitinctus ingår i släktet Dolichopus och familjen styltflugor. Inga underarter finns listade i Catalogue of Life.